# Іна Балін
Іна (Айна) Балін (англ. Ina Balin), при народженні Ро́зенберг (англ. Rosenberg; 12 листопада 1937, Бруклін, Нью-Йорк, США — 20 червня 1990, Нью-Гейвен, Коннектикут, США) — американська акторка, сценаристка та кінопродюсерка.

## Життєпис
Іна Розенберг народилася 12 листопада 1937 року в Брукліні (штат Нью-Йорк, США) у сім'ї євреїв-танцюристів. Батьком був Сем Розенберг. Батьки розлучилися, коли вона була малою, а мати пізніше одружилася вчетверте зі взуттєвим магнатом Гарольдом Баліном, який удочерив Іну і дав їй своє прізвище. У Балін був молодший брат — актор Річард Балін (нар.. 1940).
Іна навчалася у школах-інтернатах, включаючи «Montessori Children's Village» у Бакс-Кауті (штат Пенсільванія, США).
У 1976 році Балін удочерила трьох дівчаток з В'єтнаму: Нгуйєт Баті Белін, Ба-Нхі Май Белін та Кім Тай Белін.
52-річна Іна Балін померла від легеневої гіпертензії, викликаної коронарною недостатністю, 20 червня 1990 року в Нью-Гейвені (штат Коннектикут, США).

## Кар'єра
У 1957 році Іна Балін дебютувала в театрі, виконавши роль Рут у виставі «Примус» (англ. Compulsion). У 1958 році вона з'явилася на телебаченні, зігравши роль в епізоді «Злий урожай» серіалу «Телевізійний театр Крафта». У тому ж році Балін дебютувала в кіно, знявшись в одній із головних ролей у фільмі «Чорна орхідея». 1961 року акторка виконала роль Пілар Грейлі у фільмі «Команчерос», за яку отримала премію Western Heritage Awards (1962) у номінації «Театральний фільм». У тому ж році вона отримала премію «Золотий глобус» у номінації «Найперспективніший новачок — жінка». Загалом зіграла у 70 фільмах та телесеріалах.
У 1980 році Іна Балін дебютувала як сценаристка і продюсерка з фільмом «Діти Лака», в якому також виконала камео.

## Вибрана фільмографія
Акторка
| Рік       |    | Українська назва                              | Оригінальна назва            | Роль                    |
| --------- | -- | --------------------------------------------- | ---------------------------- | ----------------------- |
| 1958      | с  | Телевізійний театр Крафта                     | Kraft Television Theatre     | ім'я персонажа невідомо |
| 1958      | ф  | Чорна орхідея                                 | The Black Orchid             | Мері Валенте            |
| 1959      | ф  | Насильство                                    | Compulsion                   | подруга Майка           |
| 1961      | ф  | Команчерос                                    | The Comancheros              | Пілар Грейлі            |
| 1965      | ф  | Найвеличніша історія з коли-небудь розказаних | The Greatest Story Ever Told | Марфа Віфанійська       |
| 1965      | с  | Бонанза                                       | Bonanza                      | Сара Рейнольдс          |
| 1967      | с  | Напруження звивини                            | Get Smart                    | Енн Ферріс              |
| 1969      | ф  | Чарро!                                        | Charro!                      | Трейсі Уінтерс          |
| 1971      | ф  | Кіномеханік                                   | The Projectionist            | дівчина                 |
| 1980      | тф | Діти Лака                                     | The Children of An Lac       | Айна Белін              |
| 1981—1986 | с  | Приватний детектив Магнум                     | Magnum, P.I.                 | професор Мартінес/Ліла  |
| 1982      | с  | Подружжя Гарт                                 | Hart to Hart                 | Джей Тернер             |
| 1984      | с  | Повітряний вовк                               | Airwolf                      | Інгрід Кендолл          |
| 1986      | с  | Як обертається світ                           | As the World Turns           | Розалінд Хетчлі         |
| 1988      | с  | Вона написала вбивство                        | Murder, She Wrote            | Стелла Гамбіні          |

Сценаристка
- 1980 — «Діти Лака» / The Children of An Lac

Продюсерка
- 1980 — «Діти Лака» / The Children of An Lac